# Berlin Alexanderplatz (televisieserie)
Berlin Alexanderplatz, voor het eerst uitgezonden in 1980, is een 14-delige filmreeks van regisseur Rainer Werner Fassbinder naar de roman van Alfred Döblin Berlin Alexanderplatz. Die Geschichte vom Franz Biberkopf uit 1929, met onder anderen Günter Lamprecht, Hanna Schygulla, Barbara Sukowa, Elisabeth Trissenaar en Gottfried John.
De reeks was Fassbinders meest ambitieuze project ooit. Maandenlang was Fassbinder aan het schrijven, filmen en monteren terwijl de crewleden om hem heen uitgeput raakten. Fassbinder was zo gedreven om zijn serie op tijd af te krijgen, dat hij besloot cocaïne en peppillen te gebruiken om langer door te kunnen werken. Berlin Alexanderplatz werd in het voorjaar van 1980 op televisie uitgezonden en groeide uit tot een mijlpaal in de Duitse televisiegeschiedenis.

## Rolverdeling
| Acteur               | Personage                  |
| -------------------- | -------------------------- |
| Günter Lamprecht     | Franz Biberkopf            |
| Elisabeth Trissenaar | Lina                       |
| Franz Buchrieser     | Meck                       |
| Claus Holm           | Max, de cafébaas           |
| Barbara Valentin     | Ida                        |
| Brigitte Mira        | mevrouw Bast               |
| Hanna Schygulla      | Eva                        |
| Klaus Höhne          | de krantenverkoper         |
| Herbert Steinmetz    | de U-Bahnhandelaar         |
| Mechthild Grossmann  | de hoer Paula              |
| Wolfried Lier        | de anarchistische arbeider |
| Kurt Weinzierl       | de trotskistische zegsman  |
| Barbara Sukowa       | Mieze                      |
| Gottfried John       | Reinhold                   |
| Ivan Desny           | Pums                       |
| Irm Hermann          | Trude                      |
| Karin Baal           | Minna                      |
| Hark Bohm            | Lüders                     |
| Volker Spengler      | Bruno                      |
| Margit Carstensen    | de engel Sarug             |
| Helmut Griem         | de engel Terah             |
| Harry Baer           | Richard                    |
| Adrian Hoven         | de minnaar van Mieze       |
| Udo Kier             | de jonge man aan de bar    |